# Sloop
Sloop war in der britischen Marine im 18. bis Mitte des 19. Jahrhunderts die Bezeichnung für ein nicht klassifiziertes, also von der Rangeinteilung der Kriegsschiffe nicht erfasstes Marinefahrzeug, das von einem Seeoffizier im Range eines Commanders kommandiert wurde.
Im 20. Jahrhundert bezeichnete die britische Marine mit Sloop kleinere Kriegsschiffe, die hauptsächlich für den Geleitschutz und die U-Boot-Jagd vorgesehen waren.

## Entstehung und Bedeutung der BezeichnungSloop
Die Kriegsschiffbezeichnung Sloop hat ihren Ursprung in dem gleichnamigen einmastigen Schiffstyp. Sie bildeten im 17. Jahrhundert die kleinsten bewaffneten Marineeinheiten für Unterstützungsaufgaben wie Nachrichtenübermittlung und Aufklärung und waren im Gegensatz zu größeren Schiffen nicht klassifiziert. Diese Fahrzeuge hatten zunächst einen Leutnant als Kommandanten, jedoch ohne weiteren Offizier, vor allem aber keinen Navigator bzw. Segelmeister (engl. Sailing-Master oder kurz Master). Weil Unterstützungsfahrzeuge in der Seekriegsführung im Verlaufe des 17. Jahrhunderts immer bedeutender wurden und vor allem auch abseits der Küsten operierten, wurde auch ein Navigator notwendig. Daraus entstand der Rang des Master and Commander, ein kommandierender Seeoffizier, der zugleich Navigator war.
Das nun erweiterte Einsatzspektrum machte gegen Ende des 17. Jahrhunderts hochseetauglichere Takelungsarten sowie das allgemeine Größerwerden der Einheiten notwendig, daher wurde die Gruppe der Unterstützungsfahrzeuge um weitere Segelschiffstypen ergänzt (siehe dazu unter Takelungsarten). Die traditionelle Verbindung zwischen dem Rang Master and Commander und einem nicht klassifizierten Marinefahrzeug blieb aber und führte schließlich dazu, dass von nun an auch anders getakelte Einheiten als Sloop bezeichnet wurden. Mit weiter zunehmender Größe und Bedeutung der Sloops wurde der kommandierende Offizier von einem Segelmeister unterstützt, im Sprachgebrauch wurde die Rangbezeichnung Master and Commander daher zu Commander verkürzt, bis dies 1794 offiziell wurde.

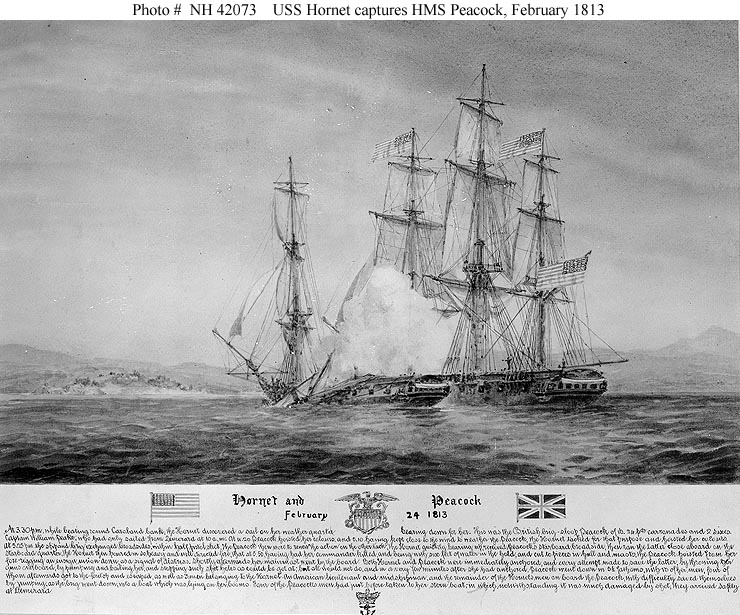
Gefecht zwischen der britischen Brigg-Sloop HMS Peacock und der amerikanischen Vollschiff-Sloop USS Hornet

Jede Marineeinheit, die von einem Commander geführt wurde, war eine Sloop. Grundsätzlich bedeutet dies natürlich, dass Commander nur solche Schiffe kommandierten, die auch als Sloop gebaut wurden. Allerdings konnten auch größere, vormals klassifizierte (in die sechs Ränge eingeteilte) Einheiten von Commandern befehligt werden, insbesondere ausgediente Einheiten, die zum Hafendienst abgeteilt waren. Aus diesen Schiffen wurde dann eben durch die Bestallung eines Commanders als Kommandant eine Sloop. Diese Praxis nahm gelegentlich auch recht absurde Züge an. So wurde 1804 der Felsen Rocher du Diamant vor Martinique von den Briten erobert, als Batterie ausgebaut und unter das Kommando eines Commanders gestellt. Forthin wurde der Felsen dann als Sloop HMS Diamond Rock in den Listen der Royal Navy geführt.
Richtigerweise ist die Sloop in der Royal Navy also kein Schiffstyp, sondern die Bezeichnung einer von einem Commander geführten Marineeinheit welcher Art auch immer; eine Übersetzung ins Deutsche zur „Slup“ (oder gar, trotz des gleichen Wortstammes, „Schaluppe“) ist daher nicht zutreffend.

## Takelungsarten
Während Sloops im 17. Jahrhundert zunächst einmastig waren (eben entsprechend dem Schiffstyp Sloop), wurden gegen Ende des 17. Jahrhunderts auch Brigantinen und Ketschen als Sloops bezeichnet, wenig später gab es auch Sloops mit Schnautakelung. Etwa um 1750, analog zum Durchbruch des modernen Fregattentyps, gab es auch die ersten Vollschiff-Sloops (brit. Ship-Sloop), die bis zum Ende der Segelkriegsschiffsära tatsächlich eine Art kleine Fregatte waren. Die Vollschiff-Sloop wurde in Marinen anderer Nationen meist Korvette genannt. Im 19. Jahrhundert kamen die Bark- und Schonertakelagen hinzu. Die weitaus meisten Sloops hatten aber eine Briggtakelung, welche 1779 für Sloops der Royal Navy adaptiert wurde. Von diesen Briggsloops gab es u. a. zwei Klassen mit jeweils über 100 Einheiten, die Cruizer-Klasse und die Cherokee-Klasse (vgl. auch Beagle), die am häufigsten in Serie produzierten Segelkriegsschiffe.

## Beispiele und Merkmale
- Mörserschiffe als Ketsch oder Vollschiff mit einem bis zwei Mörsern und bis zu 14 Kanonen oder Karronaden, von 200 bis 400 Tonnen Größe.
- Schnauen und Ketschen mit bis zu 14 Kanonen und circa 250 Tonnen Größe.
- Briggs mit 10 bis 18 Kanonen und/oder Karronaden von 180 bis 400 Tonnen.
- Vollschiffe mit bis zu 20, später 28 Kanonen und/oder Karronaden von etwa 250 bis 500 Tonnen.

Sloops hatten eine Besatzung von 65 bis 125 Mann, die größeren Einheiten auch zusätzlich bis zu 30 Marinesoldaten. Neben dem Master and Commander und dem Segelmeister gab es ab ca. 1760/70 auch wenigstens einen Leutnant.
Die Aufgaben der Sloops waren überwiegend Nachrichtenübermittlung, Aufklärung, Küstenschutz, Geleitschutz und in weniger wichtigen Seegebieten auch der Einsatz als Kreuzer.
Die US-amerikanische Marine benutzte um 1800 ebenfalls die Bezeichnung Sloop, allerdings nur für kleine Vollschiffe von 20 Kanonen. Nach 1815 wurden diese Schiffe dann als Korvette bezeichnet.

## Sloopsim 19. und 20. Jahrhundert

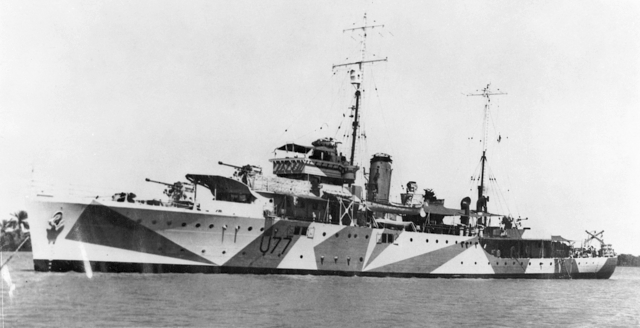
Sloop HMAS Yarra der Royal Australian Navy (Indienststellung 1935)

Etwa gegen 1840 nahm die Bedeutung der Sloops als Segelkriegsschiff ab. Neue Sloops waren im Folgenden meist kleine dampfgetriebene Unterstützungseinheiten mit zusätzlicher Schiffs- oder Barktakelung, zunächst als Raddampfer und ab 1850 auch mit Schraubenantrieb. Sie waren weniger als Kampfeinheiten gedacht, sondern übernahmen Aufgaben wie Nachrichtenübermittlung und Zollüberwachung, oft auch in entfernten Seegebieten. Diese späten Sloops wurden oft in Kompositbauweise gebaut, wie etwa bei der noch heute existierenden HMS Gannet.
Auch in der Zeit des Ersten Weltkriegs wie des Zweiten Weltkriegs bezeichnete die Royal Navy bestimmte Fahrzeuge als Sloop. Gemeint waren jetzt – mit einer Geschwindigkeit von 16 bis 18 Knoten – recht langsame Geleitschiffe vorwiegend zur U-Boot-Bekämpfung. Sie zeichneten sich gegenüber den Korvetten und Geleitzerstörern durch eine größere Reichweite aus, weshalb sie dazu prädestiniert waren, Konvois auch in entlegenen Gebieten zu begleiten. Insbesondere die Sloops der Black-Swan-Klasse erwiesen sich als höchst erfolgreiche U-Bootjäger, oft auch in speziellen Jagdgruppen zusammengefasst.